# Flytoget
Flytoget, the Airport Express Train, mieux connu comme Flytoget, est un service de train à grande vitesse reliant l'aéroport international d'Oslo-Gardermoen à la gare centrale d'Oslo en dix-neuf minutes. La fréquence est en moyenne d'un train toutes les dix minutes, un sur deux continuant jusqu'à Drammen après la gare centrale. Flytoget a transporté 5,665 millions de passagers en 2010. Le service est exploité par la société Flytoget AS (formerly NSB Gardermobanen AS).
Ce service ferroviaire exploite la Ligne de Gardermoen avec seize rames de type GMB Class 71. Le Flytoget a une vitesse commerciale maximale de 210 km/h ; il s'agit de la seule ligne à grande vitesse de Norvège. Sa construction a commencé en 1994 et est entré en service commercial le 8 octobre 1998, au moment de l'ouverture du nouvel aéroport de Gardermoen.
La société est contrôlée depuis 2001 par le Ministère norvégien du Commerce et de l'Industrie.

## Exploitation
Le Flytoget est exploité par l'entreprise publique Flytoget AS tous les jours sans interruption pendant l'année. La ligne fonctionne par un train partant de la Gare centrale d'Oslo à l'Aéroport d'Oslo-Gardermoen, soit environ six départs par heure. La moitié des trains partent de Drammen, s'arrêtent à cinq stations intermédiaires avant la Gare centrale d'Oslo et à Lillestrøm. Un train part de la Gare centrale d'Oslo en service direct jusqu'à l'aéroport sans station intermédiaire. Deux trains partent de Stabekk et s'arrêtent à Lysaker, Skoyen, Nationaltheateret et la Gare centrale d'Oslo.